# Zou (Staat)

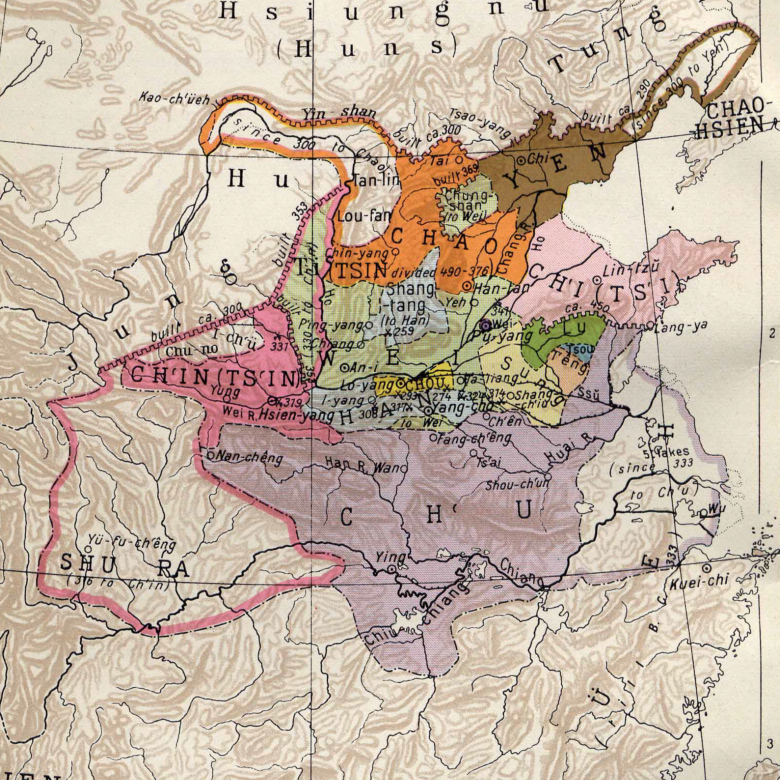
Staaten der Zeit der Streitenden Reiche (Tsou = Zou)

Zou (chinesisch 鄒) war ein kleiner chinesischer Staat in der Zeit der Frühlings- und Herbstannalen (722 bis 481 v. Chr.) und der Zeit der Streitenden Reiche (475 v. Chr. und 221 v. Chr.). Sein ursprünglicher Name war Zhu (邾), der aber später zu Zou geändert wurde. Der Staat Zou befand sich im Südwesten der heutigen Provinz Shandong. Sein Gebiet liegt auf dem der heutigen kreisfreien Stadt Zoucheng (邹城市) und anderen Kreisen, südlich des alten Staates Lu.
Der Familienname (姓) der herrschenden Familie war Cao (曹). Der Staat Zou wurde vom Staat Chu während der Herrschaft von König Xuan von Chu (楚宣王) (369–340 v. Chr.) erobert und annektiert.
Der kleine Staat ist die Heimat des chinesischen Philosophen Mencius.